# 일탈여행: 프라이빗 아일랜드
일탈여행: 프라이빗 아일랜드는 한국에서 제작된 한상희 감독의 2013년 드라마, 멜로/로맨스 영화이다. 손은서 등이 주연으로 출연하였다.

## 출연

### 주연
- 손은서
- 신소율
- 다은

### 조연
- 김진선
- 한재범
- 이준헌

## 기타
- 각색: 이상아
- 각색: 오지원
- 총괄프로듀서: 한광수
- 투자총괄: 임정규
- 투자총괄: 김범상
- 프로듀서: 조형우
- 프로듀서: 홍상욱
- 제작부: 공동욱
- 제작팀: 공동욱
- 제작팀: Miyara Hiromi
- 제작팀: Motosoko Hiroya
- 제작지원: 김태진
- 제작투자: 박준규
- 제작투자: 임정규
- 제작투자: 김범상
- 투자지원: 전재성
- 투자책임: 한광수
- 촬영부: 조동헌
- 조명: 양진석
- 조명: 오규생
- 조명부: 성민석
- 조명부: 조경연
- 조명부: 윤민화
- 수중촬영: Hukuda Yasumi
- 연출부: 이연화
- 조감독: 손민홍
- 동시녹음: 권예영
- 동시녹음: 박현수
- 붐오퍼레이터: 박재언
- 붐오퍼레이터: 김용수
- 미술: 전진원
- 분장: 황혜림
- 분장팀: 명주아
- 분장팀: 김정민
- 의상: 정경미
- 의상: 황혜림
- 마케팅: 전윤희
- 마케팅: 김범상
- 배급: 전윤희
- 배급: 전원진
- 배급진행: 강동희
- 배급: 한광수
- 배급: Johan Brear
- 회계: 이상민
- 윤색: 에릭안
- 캐스팅: 신동열
- 촬영B: 신범섭
- 촬영지원: 김진경
- 촬영지원: 김성진
- 의상팀: 명주아
- 의상팀: 김정민
- 시각효과부문: 류요한
- 시각효과부문: 조보름
- 디지털처리부문: RAY
- 사운드부문: 김영호
- 사운드부문: 송영호
- 사운드부문: 김규만
- 사운드부문: 홍초선
- 배급총괄: 손희준
- 배급지원: 이수연
- 매니저부문: 양병용
- 매니저부문: 황주혜
- 매니저부문: 임동국
- 매니저부문: 신준우
- 매니저부문: 최영철
- 매니저부문: 신인범
- 매니저부문: 신동열
- 매니저부문: 송상현
- 매니저부문: 박민구